# Яворів (станція)
Я́ворів — кінцева вантажна залізнична станція 5-го класу Львівської дирекції Львівської залізниці на частково електрифікованій лінії Затока — Яворів. Розташована в місті Яворів Яворівського району Львівській області.
Пасажирське сполучення до станції Яворів відсутній. Найближча станція, де здійснюється пасажирське сполучення — Шкло-Старжиська (11 км).

## Історія
Першу дільницю вузькоколійки Львів — Янів — Яворів було збудовано 1895 року. 1903 року завершено будівництво залізниці. Датою відкриття станції вважається 3 листопада 1906 року.